# Salomè (nome)
Salomè  è un nome proprio di persona italiano femminile.

## Varianti
- Femminili: Salòme[1]

### Varianti in altre lingue
- Basco: Xalome[4]
- Catalano: Salomé[4]
- Francese: Salomé[5]
- Georgiano: სალომე (Salome)
- Greco biblico: Σαλώμη (Salome)[5][6]
- Greco moderno: Σαλώμη (Salōmī)
- Inglese: Salome[5][6], Salomy[6], Saloma[6], Solomy[6]
- Latino: Salome[5]
- Lituano: Salomėja
- Polacco: Salomea[5]
- Portoghese: Salomé[5]
- Russo: Саломея (Salomeja)
- Spagnolo: Salomé[4][5]
- Tedesco: Salome[5]
- Ucraino: Саломія (Salomija), Соломія (Solomija)
- Ungherese: Szalóme

## Origine e diffusione

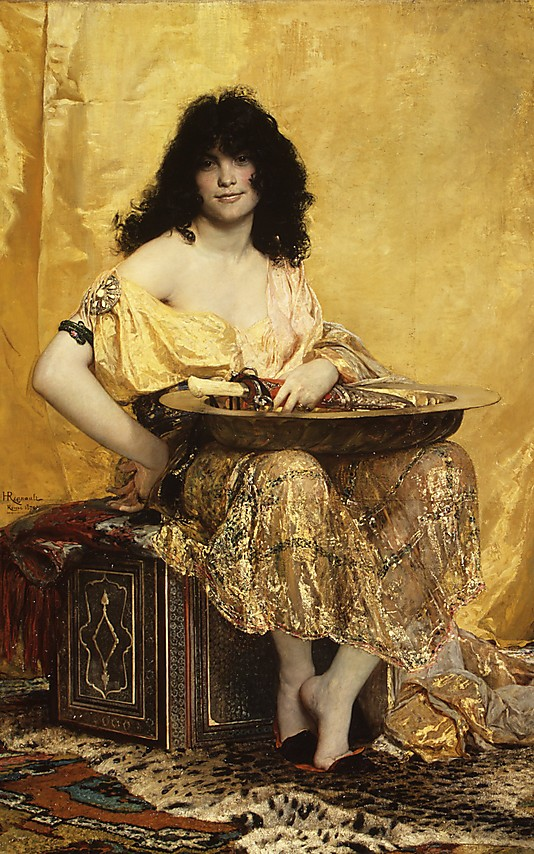
Salomè, di Henri Regnault (1870)

Deriva da un nome ebraico tradizionalmente ricollegato al termine שָׁלוֹם (shalom), "pace" (vocabolo a cui si rifanno anche i nomi Salomone, Assalonne e Sulamita), anche combinato con il nome Sion (quindi "pace di Sion"); tuttavia, è plausibile che derivi in realtà dal verbo shalam ("sostituire"), indicando una figlia donata da Dio per rimpiazzarne un'altra deceduta. Nel primo caso il significato è identico a quello di molti altri nomi quali Pace, Concordia, Mira, Frida, Shanti, Barış e Irene, mentre nel secondo è lo stesso del nome Seth.
Il nome è portato da due personaggi nel Nuovo Testamento: Salomè, figlia di Erodiade, la quale chiese ad Erode Antipa la testa di san Giovanni Battista in cambio di una danza (vicenda ripresa in numerose opere artistiche, letterarie e musicali; ma va notato che non è mai citata per nome nel testo biblico), e Maria Salomè, la madre degli apostoli Giacomo il Maggiore e Giovanni.
La diffusione del nome in Italia, comunque scarsissima e limitata al Lazio (specie al frusinate), è dovuta al culto verso la madre dei due apostoli, che sarebbe morta, secondo una tradizione, a Veroli (sebbene non vada esclusa, in certi casi, una ripresa colta del nome dell'altra figura biblica); anche in inglese il nome si è diffuso grazie a Maria Salome, successivamente alla Riforma Protestante. Il suo uso in Georgia è invece dovuto al culto verso Salome di Ujiarma, venerata come santa dalla Chiesa georgiana.

## Onomastico
L'onomastico ricorre il 24 ottobre in ricordo di santa Maria Salomè, moglie di Zebedeo e madre degli apostoli Giacomo e Giovanni. Con lo stesso nome si ricordano anche due beate: Salome, una bavarese che visse da reclusa nell'abbazia di Niederaltaich, festeggiata il 29 giugno, e Salomea di Polonia, regina consorte di Galizia e Lodomiria e poi monaca clarissa, commemorata il 17 novembre.

## Persone
- Salome, discepola di Gesù
- Salomè, figlia di Erodiade e di Erode Filippo I
- Salomè I, figlia di Erode Antipatro e sorella di Erode il Grande
- Salomè Alessandra, regina di Giudea

### Variante Salomé
- Salomé, cantante spagnola
- Salomé de Bahia, cantante brasiliana
- Salomé Zourabichvili, scrittrice, politica e diplomatica francese naturalizzata georgiana

### Variante Salome
- Salome Dadiani, principessa georgiana
- Salome Khomeriki, modella georgiana
- Salome Melia, scacchista georgiana
- Salome Pazhava, ginnasta georgiana

### Altre varianti
- Salomea di Polonia, nobile e religiosa polacca
- Solomija Krušel'nyc'ka, cantante lirica ucraina

## Toponimi
- 562 Salome è un asteroide della fascia principale, che prende il nome dalla figlia di Erodiade.